# 工人街道 (本溪市)
工人街道是中华人民共和国辽宁省本溪市平山区已撤销的一个街道办事处。

## 行政区划
截至2019年，工人街道下辖以下地区：
和平社区、新德社区、新麓社区、曙光社区、新和社区和转山社区。
2019年，撤销工人街道办事处，将转山、新和、新德、新麓4个社区划归南地街道。将曙光、和平2个社区划归站前街道。